# Powiat Zalaszentgrót
Powiat Zalaszentgrót (węg. Zalaszentgróti járás) – jeden z sześciu powiatów komitatu Zala na Węgrzech. Siedzibą władz jest miasto Zalaszentgrót.

## Miejscowości powiatu Zalaszentgrót
- Zalaszentgrót – siedziba władz powiatu
- Batyk
- Döbröce
- Dötk
- Kallósd
- Kehidakustány
- Kisgörbő
- Kisvásárhely
- Mihályfa
- Nagygörbő
- Óhíd
- Pakod
- Sénye
- Sümegcsehi
- Szalapa
- Tekenye
- Türje
- Zalabér
- Zalaszentlászló
- Zalavég[2]